# Vùng liên bang Tây Bắc

Vùng liên bang Tây Bắc (tiếng Nga:Се́веро-За́падный федера́льный о́круг, Severo-Zapadny federalny okrug) là một trong 8 vùng liên bang của Nga. Nó bao gồm phần phía bắc của nước Nga thuộc lãnh thổ châu Âu. Dân số của vùng là 13.974.466 người (82.3% dân thành thị) theo điều tra dân số năm 2002. Diện tích của vùng là 1.677.900 km².

## Các chủ thể liên bang
| Northwestern Federal District | Northwestern Federal District | Northwestern Federal District | Northwestern Federal District |
| #                             | Cờ                            | Chủ thể liên bang             | Thủ phủ/Trung tâm hành chính  |
| ----------------------------- | ----------------------------- | ----------------------------- | ----------------------------- |
| 1                             |                               | Tỉnh Arkhangelsk              | Arkhangelsk                   |
| 2                             |                               | Tỉnh Vologda                  | Vologda                       |
| 3                             |                               | Tỉnh Kaliningrad              | Kaliningrad                   |
| 4                             |                               | Cộng hòa Karelia              | Petrozavodsk                  |
| 5                             |                               | Cộng hòa Komi                 | Syktyvkar                     |
| 6                             |                               | Tỉnh Leningrad                | Gatchina                      |
| 7                             |                               | Tỉnh Murmansk                 | Murmansk                      |
| 8                             |                               | Khu tự trị Nenets             | Naryan-Mar                    |
| 9                             |                               | Tỉnh Novgorod                 | Veliky Novgorod               |
| 10                            |                               | Tỉnh Pskov                    | Pskov                         |
| 11                            |                               | Sankt-Peterburg               | Sankt-Peterburg               |

## Liên kết
- (tiếng Nga) Plenipotentiary of the President of the Russian Federation in the Northwestern Federal District Lưu trữ ngày 16 tháng 2 năm 2008 tại Wayback Machine